# HD 149382
HD 149382 är en stjärna i stjärnbilden Ormbäraren med en skenbar visuell magnitud på 8,943. Den är för svag för att kunna ses med blotta ögat även under idealiska förhållanden, men den kan ses med ett litet teleskop. Baserat på parallaxmätningar, är denna stjärna belägen cirka 240 ljusår (74 parsec) bort från jorden.
Det är en av de starkaste kända subdvärgarna av typ B. Stjärnan har spektraltyp B5 VI, och den genererar energi genom termonukleär fusion av helium i sin kärna. Den effektiva temperaturen hos stjärnans yttre är cirka 35 500 K, vilket ger den den karakteristiska blåvita nyansen av en B-typstjärna. HD 149382 har en optisk följeslagare belägen vid en vinkelseparation på 1 bågsekund.
Under 2009 tillkännagavs att en substellär följeslagare, kanske till och med en superjovisk planet, kretsar kring stjärnan. Detta kandidatobjekt uppskattades ha nästan hälften av solens massa. År 2011 betvivlades denna upptäckt när ett självständigt lag astronomer inte kunde bekräfta den. Deras observationer uteslöt att en följeslagare med en massa större än Jupiters kretsar kring stjärnan på mindre än 28 dagar.
| Planet | Massa     | Halv storaxel (AE) | Siderisk omloppstid (d) | Excentricitet | Inklination | Radie |
| ------ | --------- | ------------------ | ----------------------- | ------------- | ----------- | ----- |
| b      | > 8–23 MJ | 0,02343            | 2,391                   | 0             | 39 ± 13°    | —     |